# Кентаур (сазвежђе)
Кентаур (лат. Centaurus, ознака: Cen) једно од 88 савремених и 48 оригиналних Птоломејевих сазвежђа. Са 1060 квадратних степени, Кентаур је 9. сазвежђе по површини. Кентаур представља митско биће са телом коња и торзом и главом човека. Сазвежђе кентаур се везује за два митолошка кентаура — Хирона и Фола.
Кентаур је велико сазвежђе јужног неба које се налази између сазвежђа Једро, Прамца, Крста, Муве, Пумпе, Шестара, Хидре i Вука. У облику је кентаура, митскога бића које је напола човек, напола коњ. У саставу сазвежђа налази се звезда најближа Сунцу, Проксима Кентаури, удаљена 4,29 светлосних година. Она је слабо видљив пратилац звезде Алфа Кентаура (α Cen). У сазвежђу се налазе још и сјајне звезде Хадар (β Cen), Менкент (θ Cen)NGC 5139, највећи збијено звездано јато Омега Кентаур (NGC 5139), спирална галаксија , лентикуларна галаксија NGC 5128 и друго.

## Звезде
Најзначајнија звезда Кентаура је трочлани систем алфа Кентаура (Ригил, стопало) кога чине бинарни систем алфа Кентаура A и B и са њима гравитационо везан црвени патуљак Проксима Кентаура. Алфа Кентаура је звезда најближа Сунцу, налази се на 4,37 светлосних година, сматра се да је Проксима најближа компонента. Са магнитудом -0,01, Ригил је четврта најсјанија звезда на небу Земље.
Друга најсјајнија звезда овог сазвежђа (а десета најсјајнија на небу) је бета Кентаура (Агена, колено, или Хадар, тло). У питању је троструки систем чија је примарна компонента плавобели џин. Налази се на око 525 светлосних година од Сунца а магнитуда јој је 0,61.
Тета Кентаура (Менкент, раме) је трећа најсјајнија звезда Кентаура магнитуде 2,06. Овај наранџасти џин се налази на око 61 светлосну годину од Сунца.

## Објекти дубоког неба
(омега Кентаура) је најсјаније и највеће глобуларно јато које орбитира око Млечног пута. Садржи неколико милиона звезда друге популације, које су у средини јата толико густо распоређене да се налазе на свега 0,1 светлосну годину једна од друге. NGC 5139 је једно од Земљи најближих глобуларних јата. Тек Вилхелм Хершел је утврдио да је у питању глобуларно јато, све дотле се мислило да је у питању звезда, зато и носи ознаку омега Кентаура.
NGC 5128 је лентикуларна галаксија удаљена од Сунчевог система око 14 милиона светлосних година. У NGC 5128 су махом остале старе звезде јер формирања нових звезда готово да и нема, али има новостворених звезда у диску прашине који окружује галаксију. Позната још и као Кентаур А, NGC 5128 је једна од најближих радио галаксија. У средишту ове галаксије се налази супермасивна црна рупа, одговорна за X и радио зрачење.
NGC 3918 је светла плава планетарна маглина NGC 3918која у мањим телескопима може да личи на Нептун.

## Алфа Кентаур
Алфа Кентаур (α Кентаури/α Cen, Рајџил Кентаур, Толиман) је вишеструка и најсјајнија звезда јужног сазвежђа Кентаур, те трећа најсјајнија звезда на нашем небу, привидне магнитуде – 0,27. Не види се из наших крајева. Сазвежђе Кентаур видљиво је од јануара до јула, а кулминира током априла и није видљиво са северне хемисфере на земљописним ширинама већим од 30°. Алфа Кентаур је после Сунца најближа звезда планети Земљи, али и поред тога тек је пета по сјају са својом привидном магнитудом 0,06, а налази се на удаљености од 4,366 светлосне године од Земље. Координате Алфа Кентаура у сферном небеском екваторском координатном систему су 14 сати и 36 минута (ректасцензија) и -60°38' (деклинација). Ова звезда припада спектралној класи Г2 (према спектралној класификацији), као и Сунце.
Алфа Кентаур је троструки звездани систем звезда најближих Сунцу. Алфа Кентаур А (привидне магнитуде – 0,01) мало је већа и мало сјајнија од Сунца (површинске температуре 5 790 ), Алфа Кентаур Б мања је од Сунца и мање сјајна (површинске температуре 5 260 K). Оне елиптично обилазе заједничко средиште масе (барицентар) с периодом од 80 година. Трећа је звезда Проксима Кентаури (Алфа Кентаур Ц), црвени патуљак површинске температуре 3000 K, који је од гравитацијског средишта пара удаљен 13 000 астрономских јединица, а обилази га с периодом дужим од 100 000 година.

### Проксима Кентаур
Проксима Кентаур (лат. proxima: најближа), Проксима Кентаури или Алфа Кентаур Ћ' је звезда најближа Сунцу, удаљена 4,22 светлосних година, привидне магнитуде 11,05. Налази се у тројном систему звезде Алфа Кентаура. Црвени је патуљак масе око 8 пута мање од Сунчеве, око 7 пута мањега пречника, око 588 пута мањег и блесковито променљивог сјаја (бљесковита звезда) и површинске температуре 3 042 K. Проксима Кентаур б, Проксима Кентаури б (понекад једноставније Проксима б) је екстрасоларна планета која има путању око црвеног патуљка Проксима Кентаура, најближе звезде нашем Сунцу. Удаљена је око 4,2 светлосне године (1,3 парсек) од Земље у сазвежђу Кентаур. То је најближа позната екстрасоларна планета, али је мала могућност да је насељена живим светом.

#### Проксима Кентаур б
Проксима Кентаур б (понекад једноставније Проксима б) је екстрасоларна планета која има путању око црвеног патуљка Проксима Кентаура, најближе звезде нашем Сунцу. Удаљена је око 4,2 светлосне године (1,3 парсек) од Земље у сазвежђу Кентаур. То је најближа позната екстрасоларна планета, али је мала могућност да је насељена са живим светом.
У Августу 2016, Европска јужна опсерваторија је објавила да су открили ту планету. Веома велики телескоп или VLT у сурадњи с другим институцијама несумљиво су доказали како се око нама најближе звезде (Проксима Кентаур) налази планет веома слична Земљи. Научни рад о томе објављен је у часопису Nature од 25. августа 2016. Биле су потребне 3 пуне године мукотрпног рада од првих наговештаја да би се око Проксиме Кентаур нешто занимљиво могло налазити до потврде открића. Проксима б удаљена је од звезде 7 милиона километара, а њена је маса 1,3 пута већа од Земљине. Иако се ова цифре не поклапају са Земљиним, имајући у виду својства Проксиме Кентаура, долази се до чињеница како се откривена планета налази у настањивој зони.
Релативна близина планете научницима омогућава да је детаљније истраже и открију има ли атмосферу и течну воду, за које се верује да су неопходни за развој и одржавање живота. Будућа истраживања такође би могла да утврде има ли у атмосфери трагова хемијских једињења попут метана који су резултат животних процеса, наводи се у чланку објављеном у часопису Nature. Планета која је удаљена од Земље 4,2 светлосне године, односно око 40 милијарди километара, најближа је од око 3 500 планета који су досад откривене у другим звезданим системима од 1995. Проксима б направи круг око своје звезде за само 11 дана, у поређењу са Земљином путањом од 365 дана. То значи да је та планета пуно ближа својој матичној звезди од Земље. Међутим Проксима Кентаур је пуно мања и мање сјајна од Сунца, те је путања планета на правој удаљености како би се на њој могла одржати течна вода. Ипак, научници нису сигурни може ли се живот развити на планетима који круже око звезда класе црвених патуљака, попут Проксиме Кентаура, јер се претпоставља да су такве планете на мети снажног зрачења. Магнетно поље и атмосфера могли би заштитити могући живот од тако снажног зрачења, али засад није познато има ли Проксима б иједно од тога. До открића Проксиме б, најближа откривена планета слична Земљи била је Вулф 1061ц, која кружи око звезде познате под именом Вулф 1061, удаљене око 13,8 светлосних година.

## Омега Кентаур
Омега Кентаур (NGC 5139) је највеће збијено звездано јато у Млечној стази. Открио га је Е. Хејли 1677. Налази се у сазвежђу Кентаур, удаљен је од Земље око 16 000 светлосних година, а пречник му је око 150 светлосних година. Садржи 10 милиона звезда које су већином старије, црвеније и мање масе од Сунца. То је један од најстаријих небеских тела у Млечној стази, стар је готово као и сам свемир. Сматра се да је Омега Кентаур језгро патуљасте галаксије преостале након судара с Млечном стазом.